# Birgit Jürgenssen
Birgit Jürgenssen, née à Vienne le 10 avril 1949 et  morte le 25 septembre 2003 dans la même ville, est une photographe, dessinatrice, plasticienne et enseignante autrichienne, l'une des plus importantes artistes de l'avant-garde féministe internationale de la deuxième moitié du XXe siècle.

## Biographie
Née en 1949 en Autriche , Birgit Jürgenssen commence à dessiner dès l'âge de huit ans, imitant Pablo Picasso et signant  Bicasso Jürgenssen dans un cahier d'écolier. À l'âge de quatorze ans, elle reçoit son premier appareil photo, et prend des photos de petits objets qu'elle crée. Pendant ses séjours en France comme lycéenne, elle découvre le théâtre d'Antonin Artaud, la poésie surréaliste, la psychanalyse, Levi-Strauss, et les discours politiques de sa génération. Ces influences intellectuelles marquent sa production artistique. Après avoir reçu sa maturité, elle entre à l'Université des arts appliqués de Vienne en 1968. Elle reçoit son diplôme en 1971.
En 1972, elle épouse le sculpteur Bernd Hans Klinger, s'inscrit au cours de maîtrise de Franz Herberth. Elle fait de nombreuses photos en noir et blanc. La même année, elle expose pour la première fois, avec Ingeborg Strobl. En 1974, elle expose seule à Vienne (Dessins et objets), première d'une longue suite d'expositions. En 1975, elle participa à l'exposition MAGNA – Feminismus: Kunst und Kreativität. Son tablier en forme de cuisinière, Hausfrauen- Küchenschürze, y est remarqué. 1975 étant année internationale des femmes, plusieurs artistes féminines sont  invitées à exposer au Weltmuseum Wien. Elles protestent parce que le jury est composé exclusivement d'hommes. Les organisateurs refusent de modifier la composition du jury, quarante-six artistes (dont Birgit Jürgenssen, Doris Reitter, Meina Schellander et Valie Export) renoncent à participer à l'exposition.
En 1980, elle enseigne pendant un an à l'Université des arts appliqués de Vienne, puis pendant une vingtaine d'années à l'Académie des beaux-arts de Vienne. En 1988, elle rejoint le groupe d'artistes Die Damen, avec ONA B., Evelyne Egerer et Ingeborg Strobl, actif  jusqu'en 2013.
Birgit Jürgenssen meurt en 2003 d'une tumeur au pancréas.
Une rue  de Floridsdorf (arrondissement de Vienne) porte son nom : Jürgenssenweg, et le prix Birgit Jürgenssen est attribué chaque année à un étudiant ou une étudiante de l'Université des arts appliqués de Vienne, récompensant une œuvre en photographie artistique, vidéo ou vidéo numérique.

## Thèmes
Birgit Jürgenssen utilise plusieurs media (dessins, sculptures, objets), mais c'est la photographie qui est le support majeur de l'expression de ses thèmes artistiques et sociaux.
Son interrogation porte sur la place et la représentation de la femme, prisonnière de codes restrictifs de beauté et de domesticité,. Elle se met en scène pour traiter de ces questions, comme dans son autoportrait Ich möchte hier raus! (1976), ou dans Hausfrauen - Küchenschürze (1975), où une cuisinière, sous forme de tablier, fait partie de son portrait. Dans sa photo Nest (1979), Jürgenssen explore la tension entre sexualité et maternité.
Dans une lettre que Birgit Jürgenssen envoie à la maison d’édition DuMont Buchverlag en 1974, lui demandant de publier un livre sur les artistes femmes (sa demande fut rejetée deux fois), elle explique ainsi sa requête :

« So oft ist die Frau Kunstobjekt, selten und ungern lässt man sie selbst zu Wort oder Bild kommen. Ich möchte einmal die Möglichkeit haben, mich nicht immer nur mit Kollegen, sondern auch mit Kolleginnen vergleichen zu können. »
« La femme est si souvent objet d’art, mais on lui donne rarement et à contrecœur la possibilité de s’exprimer pour elle-même en mots ou en images. J’aimerais bien avoir une fois l’occasion de me comparer non pas toujours seulement à mes collègues hommes, mais aussi à mes collègues femmes. »

## Œuvre
De son vivant et après sa mort, ses œuvres font partie de nombreuses expositions et sont acquises par les grands musées d'art contemporain (le Moma, le Centre national d'art et de culture Georges-Pompidou).

## Rétrospectives, années 2010
Principales rétrospectives
- 2010 - 2011 : Birgit Jürgenssen Retrospective, Bank Austria Kunstforum de Vienne (Autriche)
- 2019 : Birgit Jürgenssen Io sono. , Galleria d’Arte Moderna e Contemporanea di Bergamo (Italie)
- 2019 : BIRGIT JÜRGENSSEN ICH BIN / I AM, Louisiana Museum of Modern Art (Danemark)